# Головко Олександр Миколайович (науковець)
Головко Олександр Миколайович (26 листопада 1972) — український вчений у галузі обробки металів тиском. Доктор технічних наук, професор. Академік АН ВШ України з 2009 р.

## Біографія
Народився у м. Дніпропетровську. Закінчив Державну металургійну академію України за спеціальністю «Обробка металів тиском». Працює у Національній металургійній академії України з 1994 р. асистентом, з 1999 — доцентом, 2008 — професором кафедри обробки металів тиском.

## Наукова діяльність
Основними напрямками наукової діяльності є пресування (екструзія) і термічна обробка профілів з алюмінієвих і магнієвих сплавів, прокатка труб і профілів.
Автор понад близько 90 публікації, зокрема 2 монографій, 2 підручників, 7 патентів. Основні наукові праці: «Производство профилей из алюминиевых сплавов» (2002), «Газодинамическое напыление металлических порошков» (2003), «Теорія процесів обробки металів тиском» (підручник, 2008 р.), «Теория процессов обработки металлов давлением» (підручник, 2010 р.).
Член спеціалізованої вченої ради Д08.084.02 НМетАУ за спеціальністю 05.03.05 «Процеси і машини обробки тиском». Під його керівництвом захищено 2 кандидатські дисертації. Заступник завідувача кафедри обробки металів тиском, член ради факультету матеріалознавства і обробки металів НМетАУ, член навчально-методичної комісії НМетАУ, член редакційної колегії журналу «Металлургическая и горнорудная промышленность» (розділ «Прокатне виробництво»). Близько 2 років працював у Ганноверському університеті ім. Лейбниця (ФРН).
Лауреат Нагороди Ярослава Мудрого АН ВШ України (1997), премії ім. акад. О. П. Чекмарьова (2002).